# Комишенка (Усть-Пристанський район)
Коми́шенка (рос. Камышенка) — село у складі Усть-Пристанського району Алтайського краю, Росія. Входить до складу Клепиковської сільської ради.

## Населення
Населення — 4 особи (2010; 3 у 2002).
Національний склад (станом на 2002 рік):
- росіяни — 100 %